# Југоисточна Енглеска
Југоисточна Енглеска (енгл. South East England) једна је од девет регија Енглеске. Грофовије које се налазе у њој су: Беркшир, Бакингемшир, Оксфордшир, Сари, Источни Сасекс, Западни Сасекс, Хемпшир, Острво Вајт и Кент.